# 朗格勒
朗格勒（法語：Langres，法語：[lɑ̃ɡʁ] ⓘ），法国东北部城市，大东部大区上马恩省的一个市镇，同时也是该省的一个副省会，下辖朗格勒区，其市镇面积为22.33平方公里，2022年1月1日时人口数量为7,683人，在法国城市中排名第1,364位。
朗格勒位于上马恩省南部，马恩河发源于其市区南部约5公里处，其附近的山区被称为“朗格勒高原”。朗格勒是一个区域性的中心城市和交通枢纽，法国A5和A31高速公路在其附近交汇，另有巴黎－米卢斯铁路经过朗格勒市区并设站。
朗格勒是法国艺术与历史之城，古典时期为林贡斯人的都城，中世纪起为一个教区首府，并因其易守难攻的地势而被开辟为军事城塞。18世纪启蒙运动大师德尼·狄德罗出生于朗格勒。当地亦因朗格勒奶酪而闻名。

## 地名来源

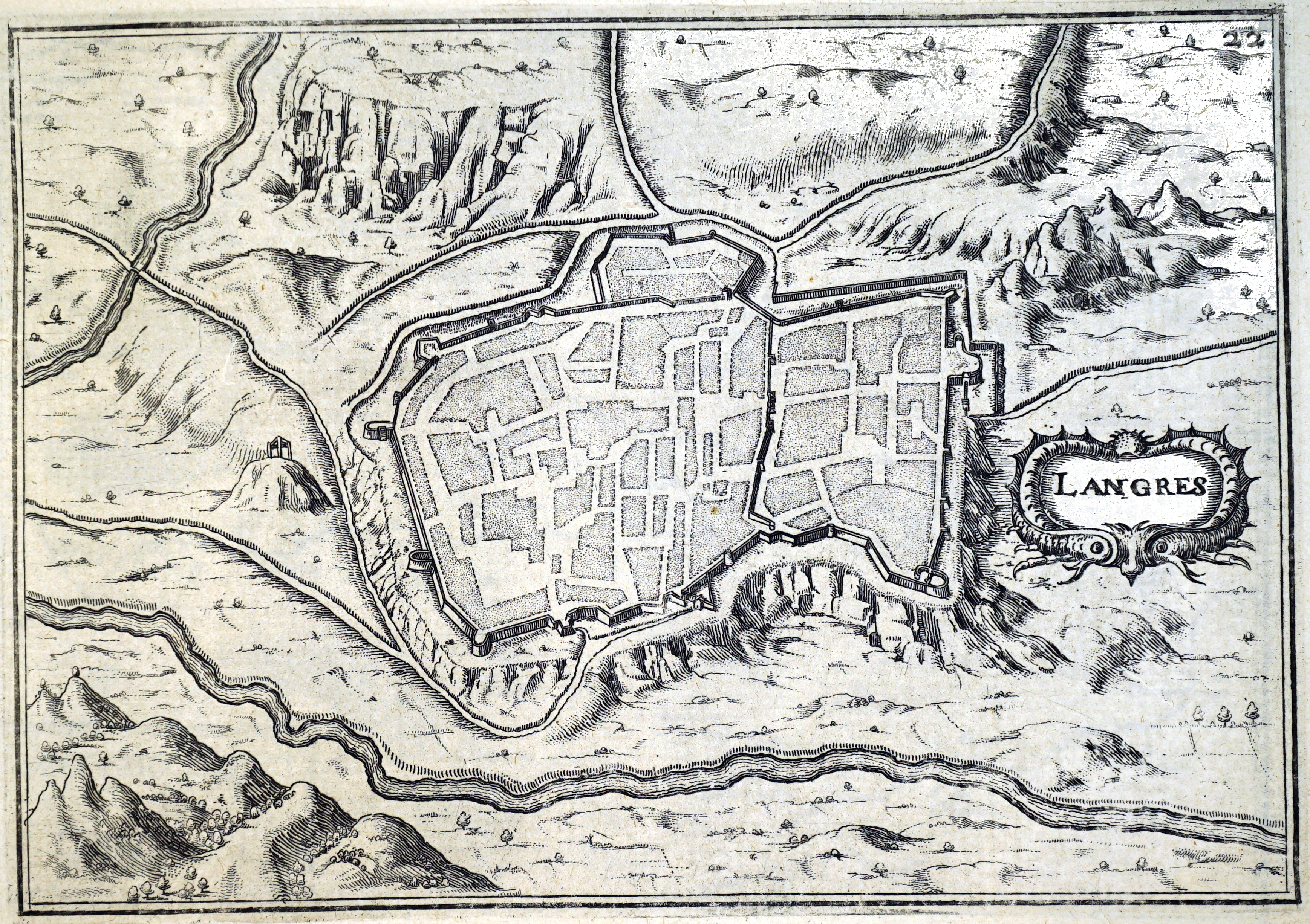
17世纪的朗格勒城塞地图

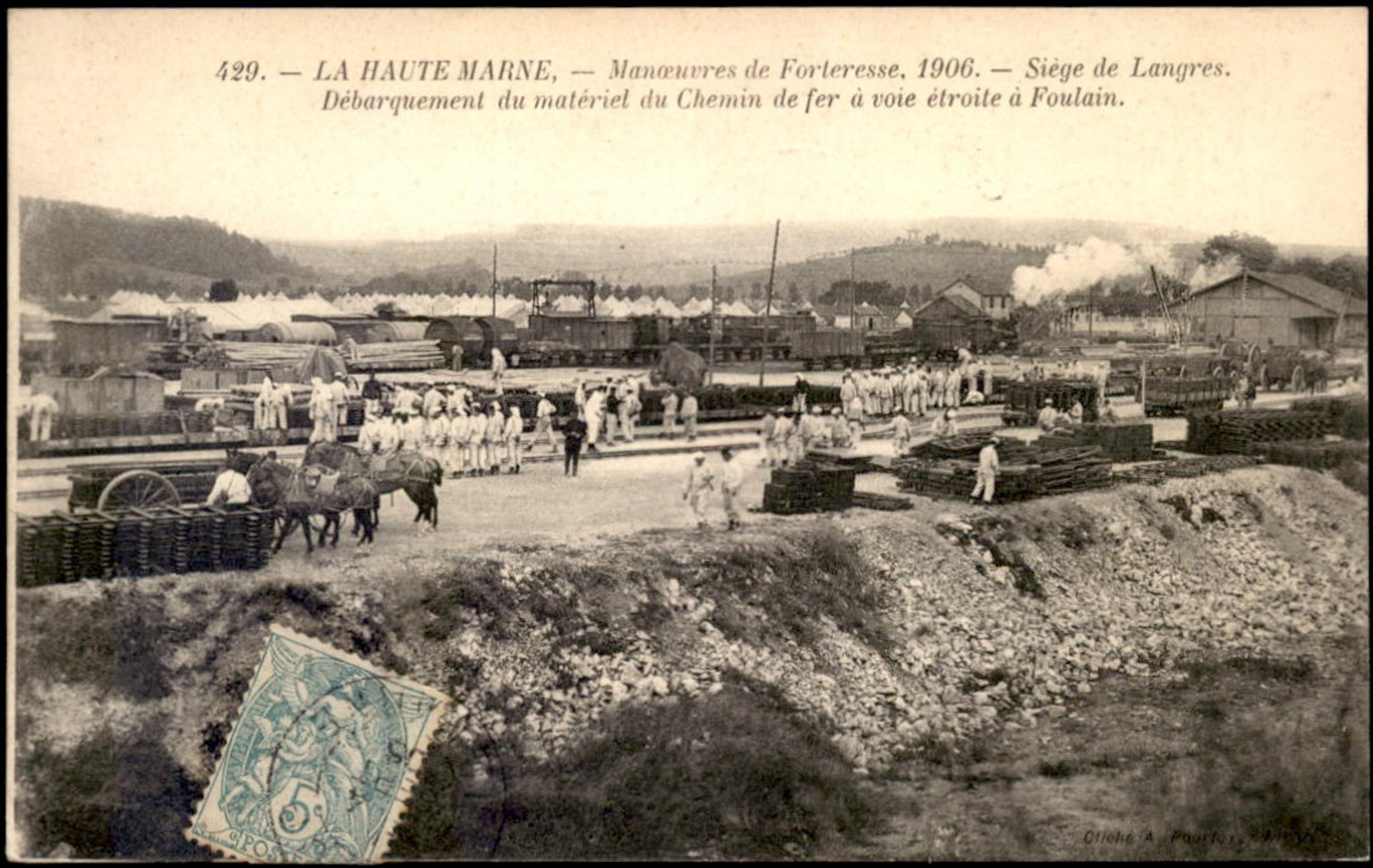
20世纪初的朗格勒火车站

“朗格勒”一名来源于林貢斯人，后者为一支居住于此的高卢人部落，朗格勒为其首府。

## 历史
朗格勒位于一处山岭的顶部，易守难攻。新石器时期初期，来自阿尔卑斯山腹地的林贡斯人迁居于此，并将朗格勒开辟成为其首府。罗马人入侵后，朗格勒被更名为“安德曼通努姆”，其中“Ande-”这一前缀意为“高地”，此后，安德曼通努姆被改造成为一处军事城塞以及主教都城，并成为一个交通枢纽，由此出发的道路可前往里昂、兰斯、贝桑松、沃苏勒、梅斯、欧塞尔等地。公元三世纪蛮族入侵之后，朗格勒城市走向衰落。公元4世纪，在《萨洛尼卡敕令》的推动下，朗格勒的城塞被当地主教收购并改建成为教宫。公元九世纪后，随着卡洛林文艺复兴，朗格勒得到新一轮的建设，其原有的城塞逐渐向南扩张，环绕古城的城墙不断延长，至中世纪末时期总长度已达到了3.5公里。文艺复兴时期，在克洛德·德隆维·德吉夫里的推动下，朗格勒又出现了多处巴洛克建筑。宗教战争时期，吉斯公爵曾率兵攻占朗格勒但未能成功。1698年，军事家沃邦曾参观朗格勒及其城塞，并提出在城塞附近兴建军营的计划，但这一规划最终未能实现。法国大革命后，朗格勒成为上马恩省的一个市镇及该省的地区行署，自1801年起成为该省的一个副省会。1814年，第六次反法同盟曾攻占朗格勒，此后，朗格勒城塞得到加固。途径朗格勒市区南部的巴黎－米卢斯铁路于1858年全线建成。1887年，朗格勒齿轨铁路建成，该铁路连接朗格勒火车站和朗格勒市区，是法国本土首条齿轨铁路，后于1971年停运。1972年，科尔莱整体并入朗格勒的市镇范围。

## 地理

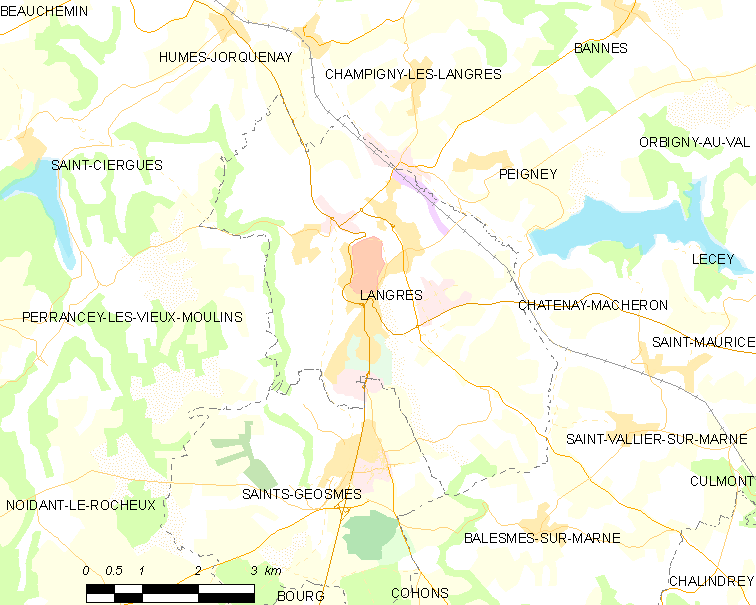
朗格勒市镇范围地图

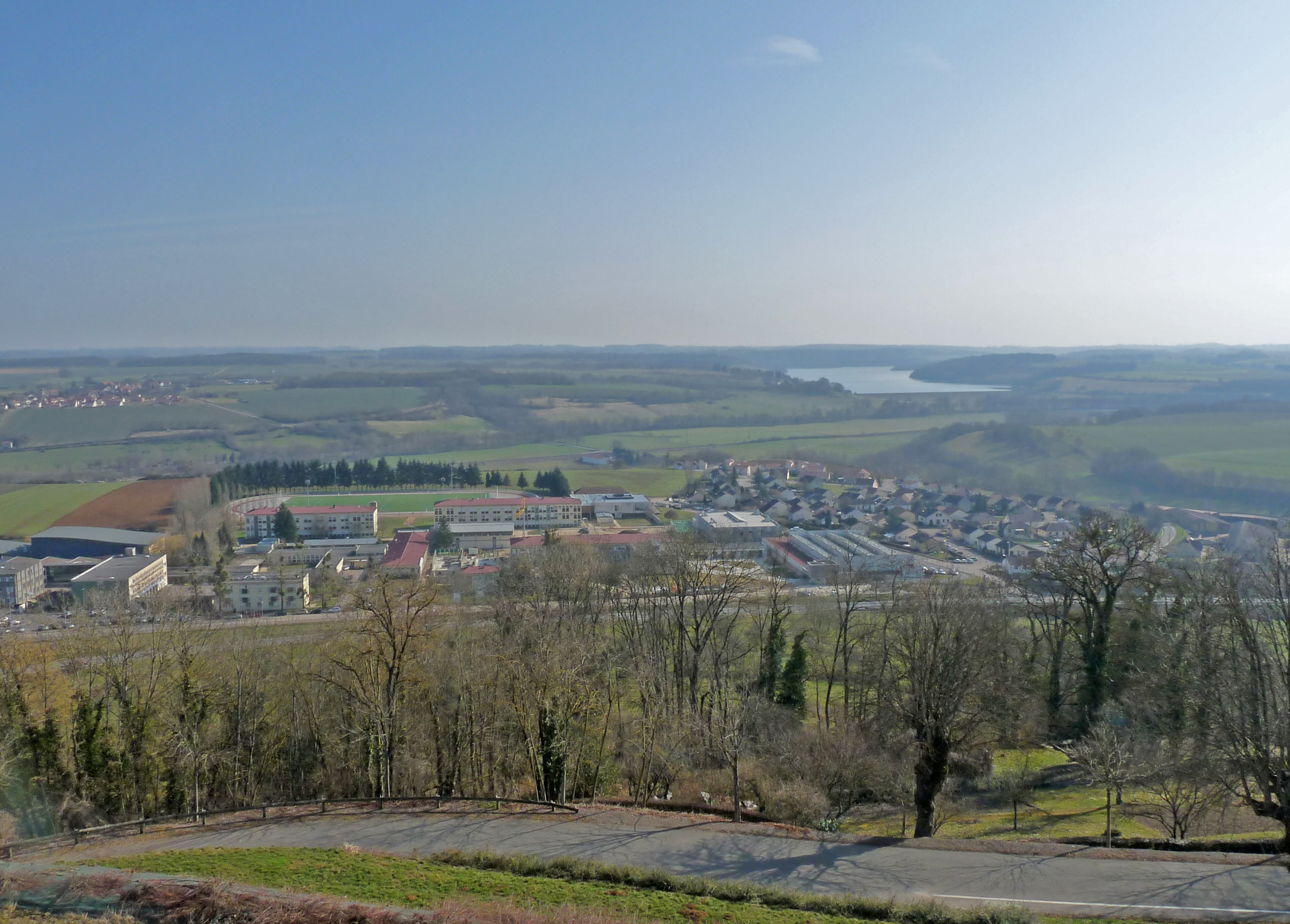
从朗格勒城塞向东眺望

朗格勒位于法国东北部，大东部大区南部和上马恩省南部，距离省会肖蒙大约34公里。与朗格勒接壤的市镇包括：尚皮尼莱朗格勒、沙特奈马什龙、于姆-若克奈、佩涅、佩朗塞莱维约穆兰、圣谢尔格、马恩河畔圣瓦利耶、圣若姆。

### 地形
朗格勒位于朗格勒高原腹地，境内以浅丘及丘陵为主，市镇中心位于一处丘陵顶部，与四周有约50米的高差，全境海拔在327到475米之间。

### 水文
马恩河干流发源于朗格勒市区以南5公里的圣若姆境内，并自南向北流经市区东北部；人工开凿的香槟－勃艮第运河则与之平行，于1907年投入使用。
博内勒河（La Bonnelle）自南向北流经市区西部。

### 植被
朗格勒属于温带阔叶混交林区，林地主要分布于河流附近及坡地地区。让娜·芒斯广场（Place Jeanne Mance）、布朗什方丹花园（Jardin de Blanchefontaine）等为当地主要的城市绿地。
在鲜花城市的评比中，朗格勒被评为2星级鲜花城市。

### 气候
朗格勒在柯本气候分类法中属于温带海洋性气候，因其距离海岸线相对较远，且海拔较高，故当地气候又有一定的大陆性特征。
朗格勒境内设有常年气象站，以下为该气象站的数据：
| 朗格勒1981年－2019年 | 朗格勒1981年－2019年 | 朗格勒1981年－2019年 | 朗格勒1981年－2019年 | 朗格勒1981年－2019年 | 朗格勒1981年－2019年 | 朗格勒1981年－2019年 | 朗格勒1981年－2019年 | 朗格勒1981年－2019年 | 朗格勒1981年－2019年 | 朗格勒1981年－2019年 | 朗格勒1981年－2019年 | 朗格勒1981年－2019年 | 朗格勒1981年－2019年 |
| 月份                 | 1月                  | 2月                  | 3月                  | 4月                  | 5月                  | 6月                  | 7月                  | 8月                  | 9月                  | 10月                 | 11月                 | 12月                 | 全年                 |
| -------------------- | -------------------- | -------------------- | -------------------- | -------------------- | -------------------- | -------------------- | -------------------- | -------------------- | -------------------- | -------------------- | -------------------- | -------------------- | -------------------- |
| 历史最高温 °C（°F）  | 14.5 (58.1)          | 20.4 (68.7)          | 24.6 (76.3)          | 26.3 (79.3)          | 29.8 (85.6)          | 34.7 (94.5)          | 38.8 (101.8)         | 37.6 (99.7)          | 32.5 (90.5)          | 27.6 (81.7)          | 21.1 (70.0)          | 15.5 (59.9)          | 38.8 (101.8)         |
| 平均高温 °C（°F）    | 3.4 (38.1)           | 5.1 (41.2)           | 9.4 (48.9)           | 13.1 (55.6)          | 17.4 (63.3)          | 20.8 (69.4)          | 23.5 (74.3)          | 23.2 (73.8)          | 18.9 (66.0)          | 13.8 (56.8)          | 7.6 (45.7)           | 4.1 (39.4)           | 13.4 (56.1)          |
| 日均气温 °C（°F）    | 1 (34)               | 2.2 (36.0)           | 5.8 (42.4)           | 8.8 (47.8)           | 13 (55)              | 16.2 (61.2)          | 18.7 (65.7)          | 18.5 (65.3)          | 14.7 (58.5)          | 10.5 (50.9)          | 5 (41)               | 1.9 (35.4)           | 9.7 (49.5)           |
| 平均低温 °C（°F）    | −1.3 (29.7)          | −0.7 (30.7)          | 2.1 (35.8)           | 4.6 (40.3)           | 8.7 (47.7)           | 11.7 (53.1)          | 13.9 (57.0)          | 13.9 (57.0)          | 10.6 (51.1)          | 7.2 (45.0)           | 2.4 (36.3)           | −0.3 (31.5)          | 6.1 (43.0)           |
| 历史最低温 °C（°F）  | −18.1 (−0.6)         | −21.2 (−6.2)         | −13.2 (8.2)          | −6.6 (20.1)          | −2.9 (26.8)          | 2.5 (36.5)           | 5.1 (41.2)           | 5.1 (41.2)           | 2.1 (35.8)           | −4.5 (23.9)          | −10.7 (12.7)         | −16.4 (2.5)          | −21.2 (−6.2)         |
| 平均降水量 mm（）    | 80.5 (3.17)          | 64.9 (2.56)          | 65.5 (2.58)          | 59.9 (2.36)          | 82.4 (3.24)          | 70 (2.8)             | 74.4 (2.93)          | 67.1 (2.64)          | 72.1 (2.84)          | 86.8 (3.42)          | 83.5 (3.29)          | 88.4 (3.48)          | 895.5 (35.26)        |
| 月均日照時數         | 61.7                 | 86.3                 | 139.1                | 171.9                | 194                  | 213.9                | 225.8                | 219.6                | 169.6                | 111.9                | 60.7                 | 48.4                 | 1,702.9              |
| 来源：infoclimat.fr  |                      |                      |                      |                      |                      |                      |                      |                      |                      |                      |                      |                      |                      |

## 行政区划
朗格勒是法国大东部大区上马恩省的一个市镇，编号为52269，它也是上马恩省的一个副省会。朗格勒下辖朗格勒区，隶属于上马恩省第一选区，管理朗格勒县，同时也是大朗格勒市镇公共社区的办公驻地。
法国国家统计与经济研究所（简称）在进行数据统计时，将朗格勒及相邻的另外两个市镇设为朗格勒城市核心区，并将包括核心区在内的周边共31个市镇划为朗格勒城市区。自2020年起，朗格勒城市区被包含77个市镇的朗格勒城市辐射区代替。此外，还将朗格勒市镇分为了5个“块区”（IRIS），以便于统计人口分布情况。

## 交通

### 公路
法国A5和A31高速公路在朗格勒市区西部交汇，通过两个出入口连接市区；此外多条上马恩省省道在朗格勒境内交汇。大东部大区下属的城际客运提供定制巴士线路，可前往周边部分市镇。
| 6 第戎 | 14 |

| 7 南锡 | 10 |

| 肖蒙 | 35 |

| 讷沙托 | 69 |

| 昂德洛-布朗什维尔 | 53 |

| 瓦勒德默兹 | 26 |

| 第戎 | 67 |

| 欧塞尔 | 158 |

| 塞纳河畔沙蒂永 | 74 |

| 蒂耶河畔伊斯 | 48 |

| 沃苏勒 | 77 |

| 埃皮纳勒 | 108 |

| 索恩港 | 62 |

| 格雷 | 57 |

2018年，64.9%的朗格勒家庭拥有至少一辆私人汽车。2019年，朗格勒境内共发生各类交通事故4起，造成4人受伤。

### 铁路

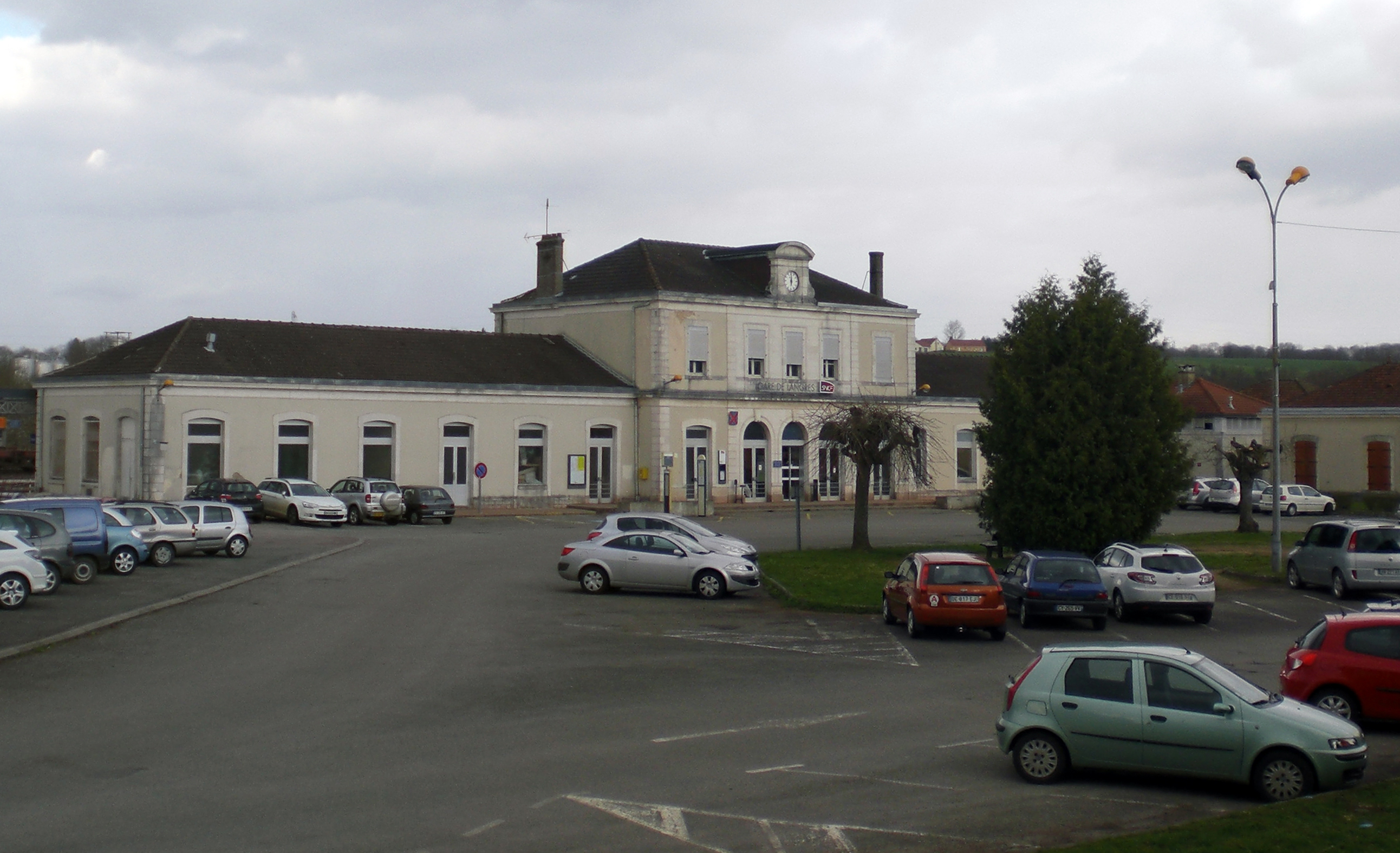
朗格勒火车站

朗格勒位于巴黎－米卢斯铁路上。朗格勒站位于市区东北部，停靠往返于巴黎和米卢斯一线的区域列车，部分班次可直达前往兰斯或第戎。

### 航空
距离朗格勒最近的民用航空站为多勒-塔沃机场，距离朗格勒市中心的公路里程约115公里。

### 城市公共交通
朗格勒城市公共交通（商业名称为）是当地的城市公共交通系统。截至2022年3月，该系统共包括三条常规公交线路和一条定制巴士线路，路网覆盖了朗格勒市区内的主要街道和居民区。
朗格勒自动扶梯自1995年起建成运行。

## 政治

### 市政内阁

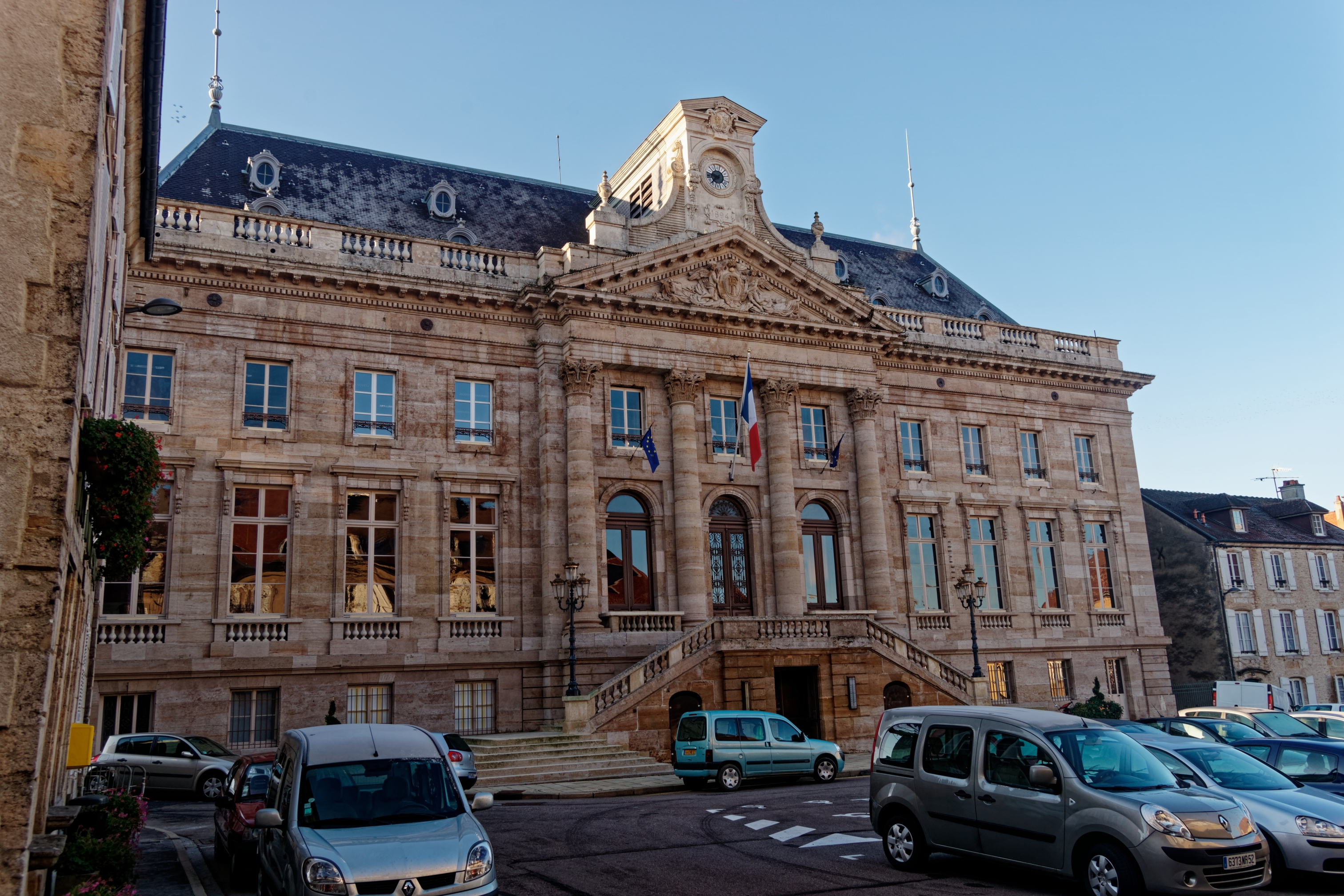
朗格勒市政厅

朗格勒的现任市长为安娜·卡迪纳尔女士（Anne Cardinal），她是社会党的一名成员，在2020年的市政选举中获得了44.54%的支持率。
| 朗格勒历届市长 | 朗格勒历届市长                  | 朗格勒历届市长            |
| 任期           | 市长                            | 党派                      |
| -------------- | ------------------------------- | ------------------------- |
| 1941年－1959年 | Charles Beligné 夏尔·贝利涅     | DVD右翼无党派人士         |
| 1959年－1977年 | Jean Favre 让·法夫尔            | RPR保衛共和聯盟           |
| 1977年－2001年 | Guy Baillet 居伊·巴耶           | PS社会党                  |
| 2001年－2008年 | Christian Nolot 克里斯蒂安·诺洛 | DVG左翼无党派人士         |
| 2008年－2014年 | Didier Loiseau 迪迪埃·卢瓦索    | UMP人民运动联盟           |
| 2014年－2020年 | Sophie Delong 索菲·德隆         | UMP人民运动联盟 →LR共和黨 |
| 2020年－       | Anne Cardinal 安娜·卡迪纳尔     | PS社会党                  |

### 各级选举
| 朗格勒历届投票选举结果 | 朗格勒历届投票选举结果 | 朗格勒历届投票选举结果 | 朗格勒历届投票选举结果 | 朗格勒历届投票选举结果          | 朗格勒历届投票选举结果 | 朗格勒历届投票选举结果 | 朗格勒历届投票选举结果          | 朗格勒历届投票选举结果 | 朗格勒历届投票选举结果 |
| 选举项目               | 选举范围               | 选区单位               | 选举结果               | 选举结果                        | 选举结果               | 选举结果               | 选举结果                        | 选举结果               | 参考资料               |
| 选举项目               | 选举范围               | 选区单位               | 第一轮胜出者           | 第一轮胜出者                    | 支持率                 | 第二轮胜出者           | 第二轮胜出者                    | 支持率                 | 参考资料               |
| ---------------------- | ---------------------- | ---------------------- | ---------------------- | ------------------------------- | ---------------------- | ---------------------- | ------------------------------- | ---------------------- | ---------------------- |
| 2017年法國總統選舉     | 法國                   | 市镇                   |                        | 埃马纽埃尔·马克龙               | 22.77%                 |                        | 埃马纽埃尔·马克龙               | 65.3%                  | [ 26 ]                 |
| 2017年法国立法选举     | 上马恩省第一选区       | 市镇                   |                        | 贝朗热尔·阿巴                   | 35.88%                 |                        | 贝朗热尔·阿巴                   | 58.72%                 | [ 26 ]                 |
| 2019年欧洲议会选举     | 法國                   | 市镇                   |                        | 若尔丹·巴尔代拉                 | 26.42%                 | （不适用）             | （不适用）                      | （不适用）             | [ 27 ]                 |
| 2021年法国省级选举     | 上马恩省               | 县                     |                        | 安娜·卡迪纳尔 尼古拉·富埃尔特斯 | 37.69%                 |                        | 多米尼克·蒂埃博 多米尼克·维亚尔 | 51.44%                 | [ 28 ]                 |
| 2021年法国省级选举     | 上马恩省               | 市镇                   |                        | 安娜·卡迪纳尔 尼古拉·富埃尔特斯 | 39.44%                 |                        | 多米尼克·蒂埃博 多米尼克·维亚尔 | 50.45%                 | [ 28 ]                 |
| 2021年法国大区选举     | 大東部大區             | 市镇                   |                        | 让·罗特纳                       | 34.69%                 |                        | 让·罗特纳                       | 44.37%                 | [ 29 ]                 |

## 人口
2018年，朗格勒市镇人口数量为7,699，在法国排名第1,364位。其中男性3,715人，女性3,984人，75岁及以上人口占9.6%，外籍人口数量为2,066人，人口密度为345人/平方公里，当地男性居民被称为或，女性居民被称为或。2019年，朗格勒境内出生76人，死亡人口110人。
| 朗格勒1901年－2019年人口变化情况 |
|                                  |
| 数据来源：Cassini、INSEE         |

## 经济

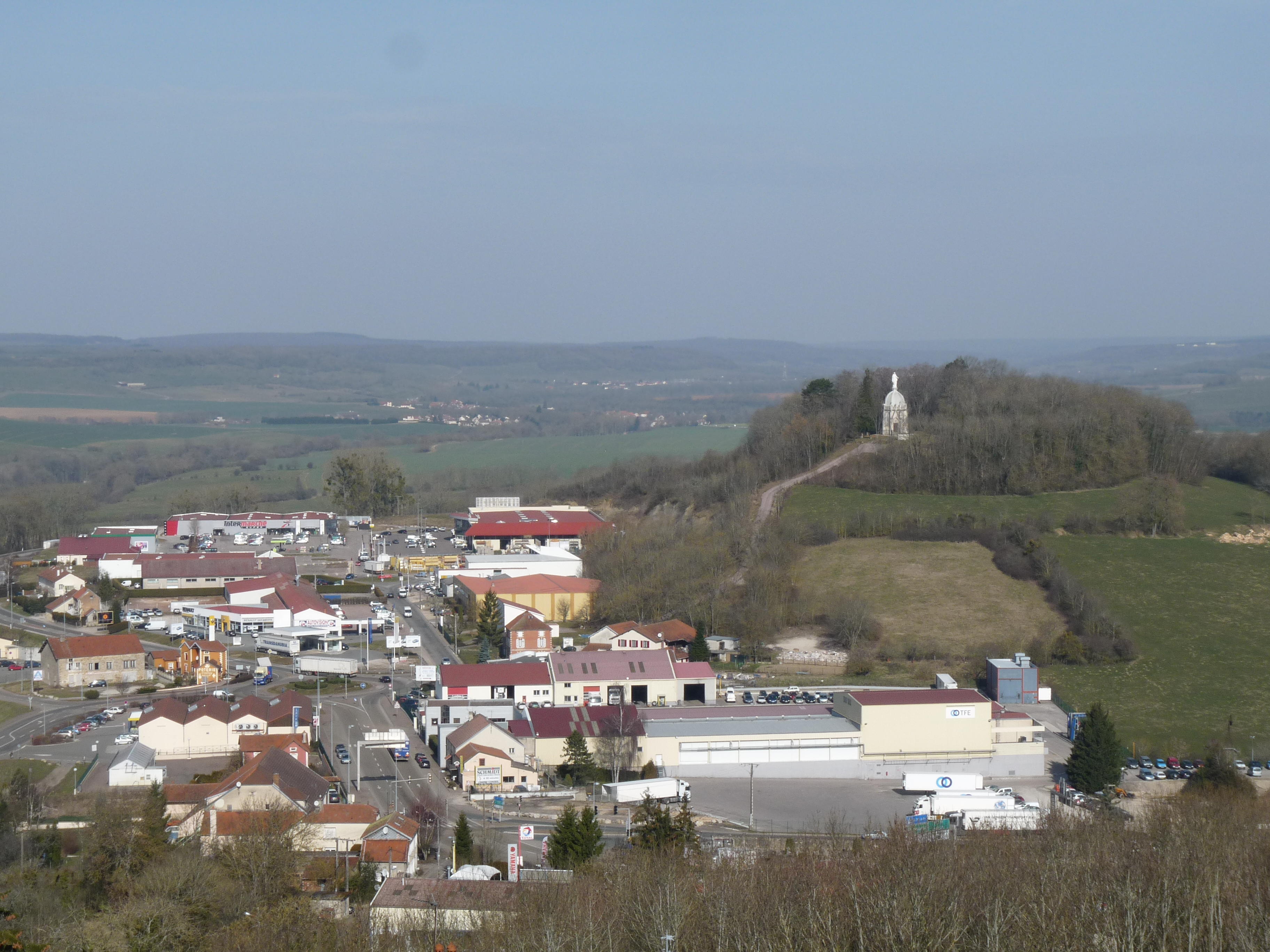
朗格勒近郊的工业区

朗格勒是一个区域性的中心城市。截止2022年3月，朗格勒市镇范围内共有各类用人单位（包含自雇）1,115家，平均历史为19年，其中96.09%为中小型企业（PME）。（公路城际货运）、（塑料制品生产）及（工业机械）是当地2020年营业额最高的三个企业，分别为31,381,725欧元、28,232,008欧元和11,737,153欧元。

## 财政与居民收入
2020年，朗格勒的财政收入总额为9,988,750欧元，财政支出总额为9,118,810欧元，当年的债务总额为5,175,510欧元。2021年，朗格勒共获得1,086,901欧元的国家财政补助，比上一年增加了0.95%。
2019年，朗格勒的人均月收入总额为1,993欧元，其中高级职员为3,598欧元，低于法国平均水平（4,230欧元）；中级职员为2,322欧元，低于法国平均水平（2,411欧元）；普通职员为1,621欧元，亦低于法国平均水平（1,740欧元）。
2018年，朗格勒境内的青壮年（15至64岁）失业率为18.2%，当地43.5%的家庭拥有纳税资格，平均纳税2,689欧元，低于法国平均水平（3,910欧元）。

## 社会事务

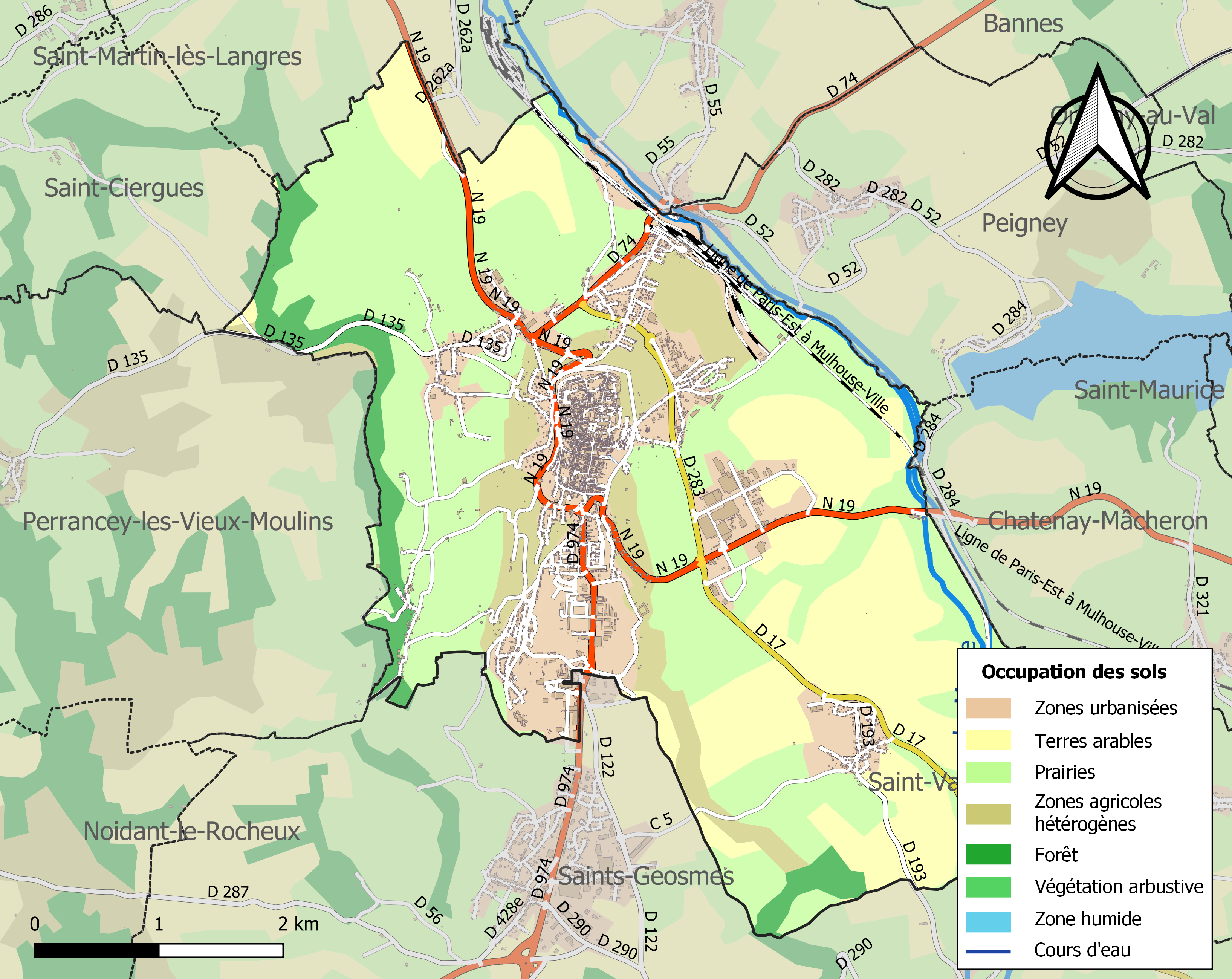
朗格勒土地利用情况地图

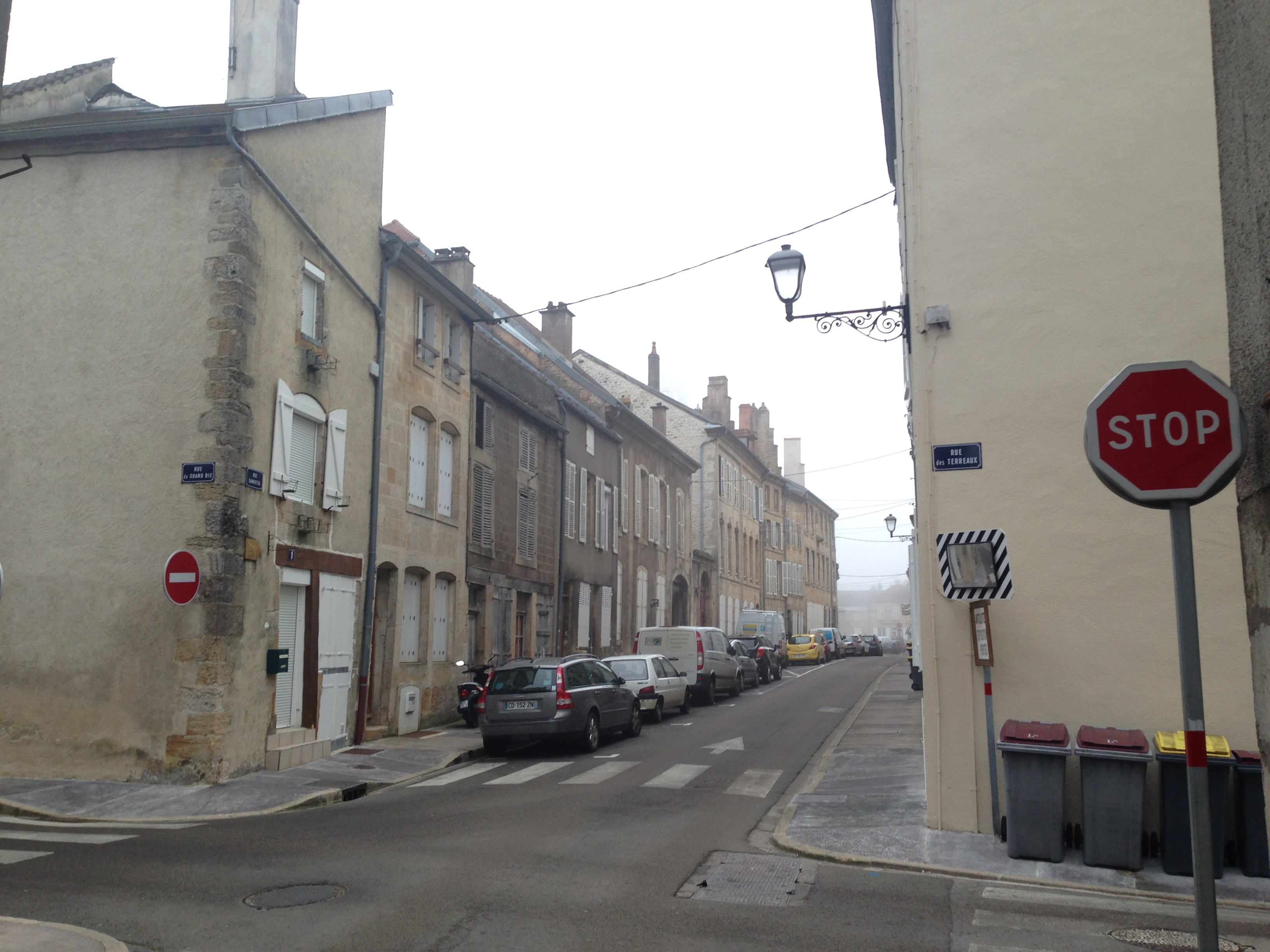
朗格勒市区的一处街口

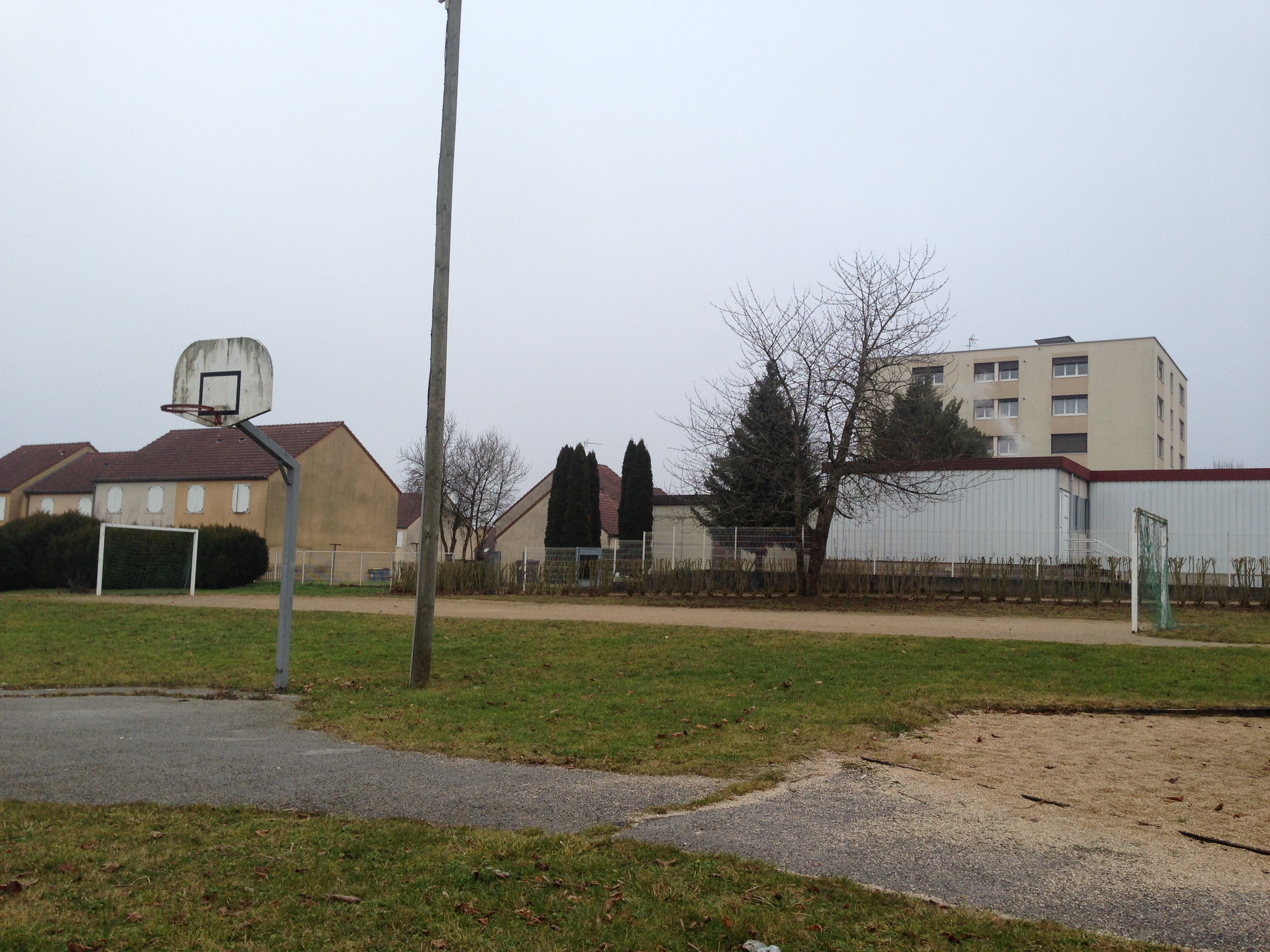
朗格勒的一处街区球场

### 教育
朗格勒属于兰斯学区。截止2020年1月1日，朗格勒境内共有1所幼儿园、5所小学、3所初级中学和1所普通高中。2018至2019学年度，朗格勒境内共有在校中等教育阶段学生1,758名。

### 医疗
截止2020年1月1日，朗格勒境内共有全科医生7名、保健师6名、牙医6名、护士15名、眼科医生1名、助产士2名和妇科医生1名。境内共有药房5家、养老院2家、残疾人帮扶中心3家。
朗格勒中心医院（Centre Hospitalier de Langres）是法国的一个区域性医疗机构，其主病区位于朗格勒市区，设有床位147个，是当地规模最大的公立综合性医院。

### 住房
2018年，朗格勒境内共有各类住房4,642套，其中39.4%为独立式居民区，59.8%为集中式居民区。常住房屋占朗格勒市镇范围内居民建筑总量的85.1%。
在住房保障政策方面，2020年，朗格勒境内共有1,034户家庭获得了住房经济补助，受益人数占总人口数量的13.4%，其中1,016份为房租补助。

### 商业
2019年，朗格勒境内共有各类实体商铺205家，其中餐厅35家、大型超市6家、杂货店2家、面包房9家、肉铺3家、书店4家、装饰品店1家、银行门店23家、美容美发店16家、汽车维修店13家。市区北部建有Intermarché大型购物超市。

### 体育
2020年，朗格勒境内共有1家游泳池、3间体育馆、2座综合体育场、8处网球场、3处足球或橄榄球场以及1处篮球或排球场。
截至2022年3月，朗格勒境内共有两家注册足球俱乐部。朗格勒综合体育俱乐部（Club Omnisports Langrois，编号520300）是当地的代表性足球队，成立于1963年，其主队2021至2022赛季参加大东部大区足球联赛乙组（法国第七级别），其主场皮埃尔·鲁尔球场（Stade Pierre Raoul）位于市区南部。
自2000年起，朗格勒每年举办汽车拉力赛。

### 环境
朗格勒的环境事务由其所属的大朗格勒市镇公共社区负责。2019年，朗格勒境内暂无污染企业。

### 治安
2019年，朗格勒市镇范围内有1处宪兵队。2020年，该宪兵队辖区（Zone gendarmerie de Langres）内共157个市镇累计发生各类案件1,269起，其中盗窃类案件627起，经济类案件202起，毒品交易类案件51起。

## 文化
2020年，朗格勒境内共有1家电影院和2家博物馆。朗格勒市政府提供多媒体中心，向公众全年开放。

### 建筑
朗格勒境内有多处历史建筑，其中法国国家文物保护单位包括朗格勒主教座堂、磨坊门、圣马丁教堂等。

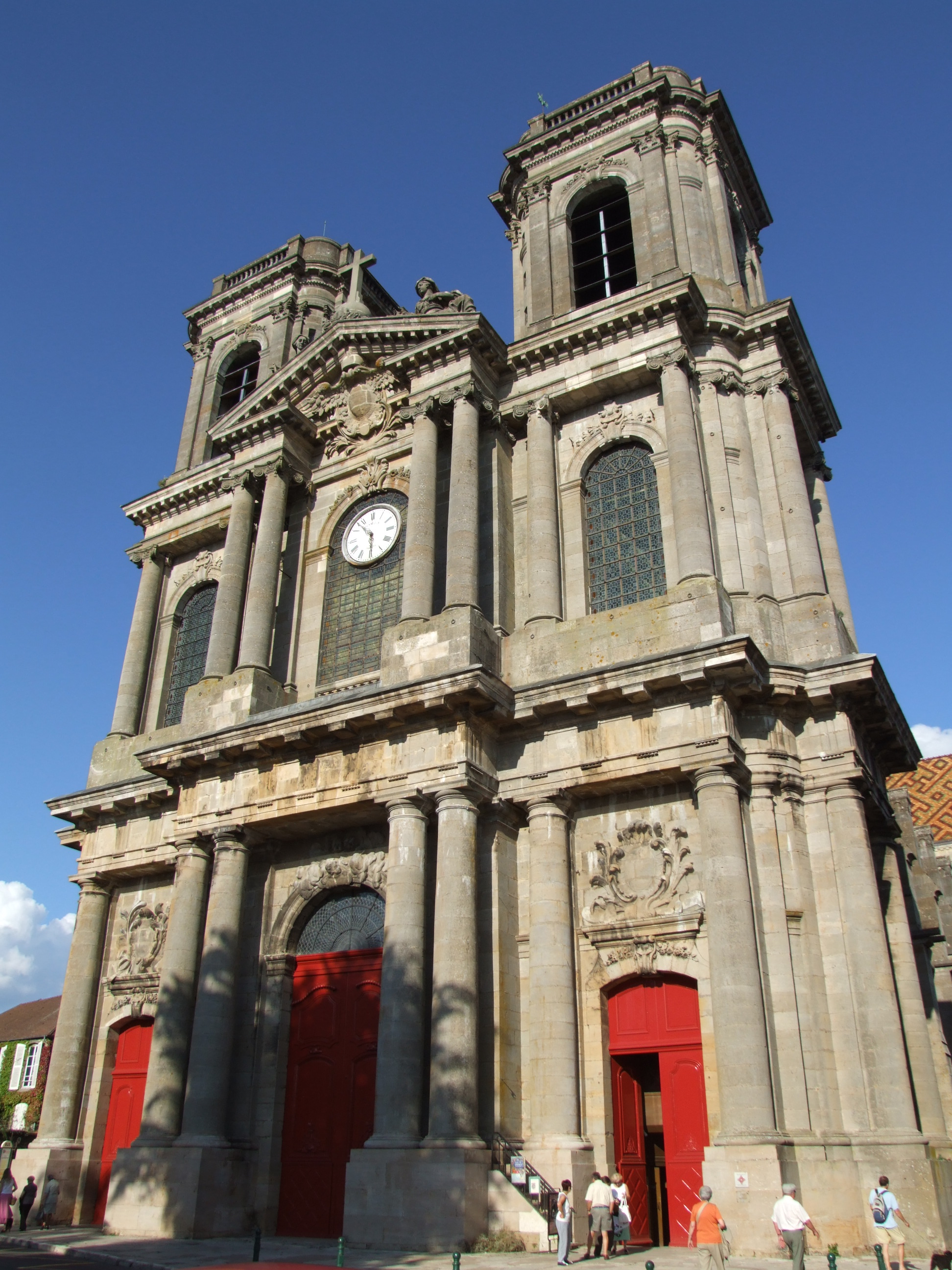
主教座堂
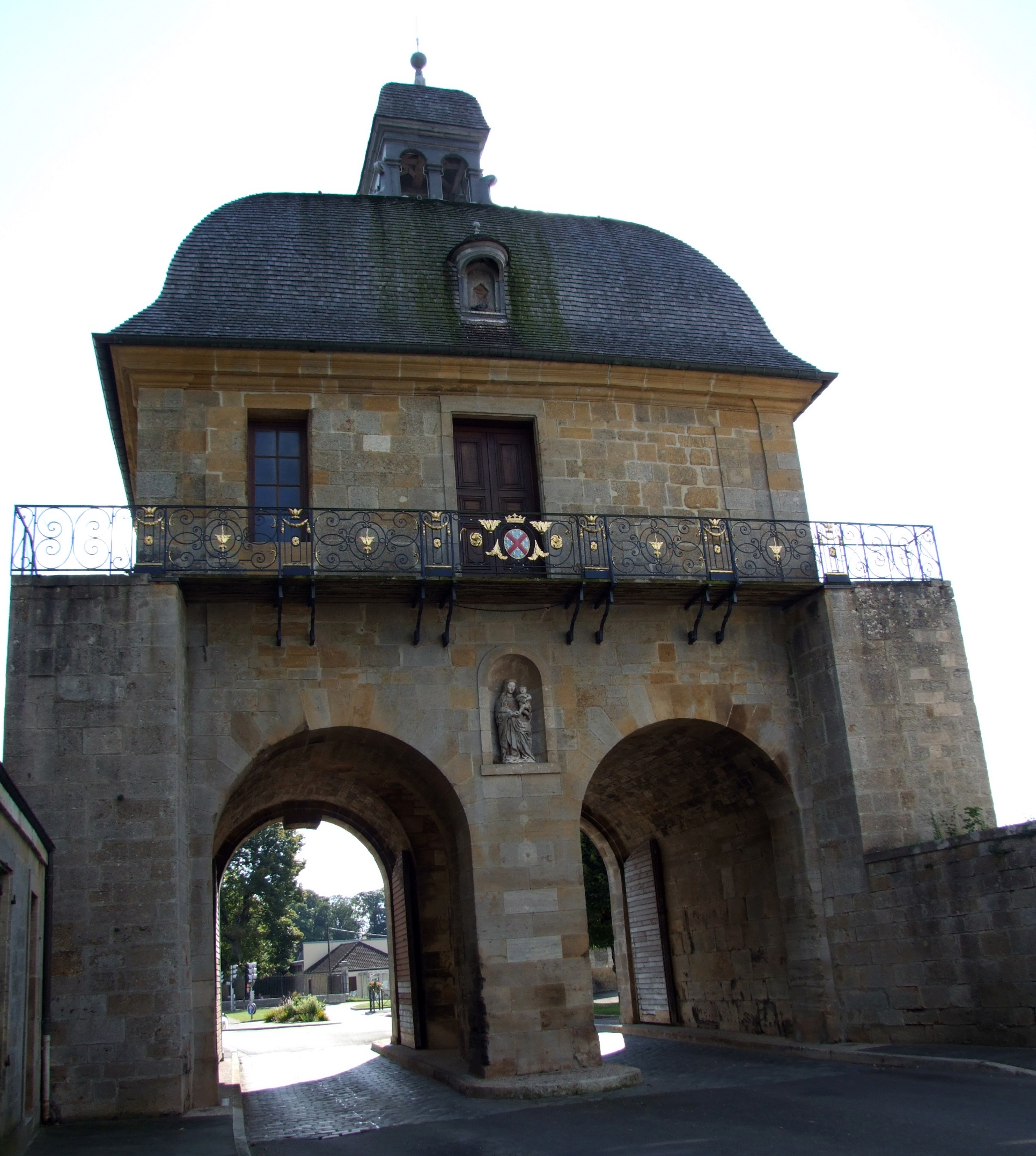
磨坊门（法语：Porte des Moulins (Langres)）
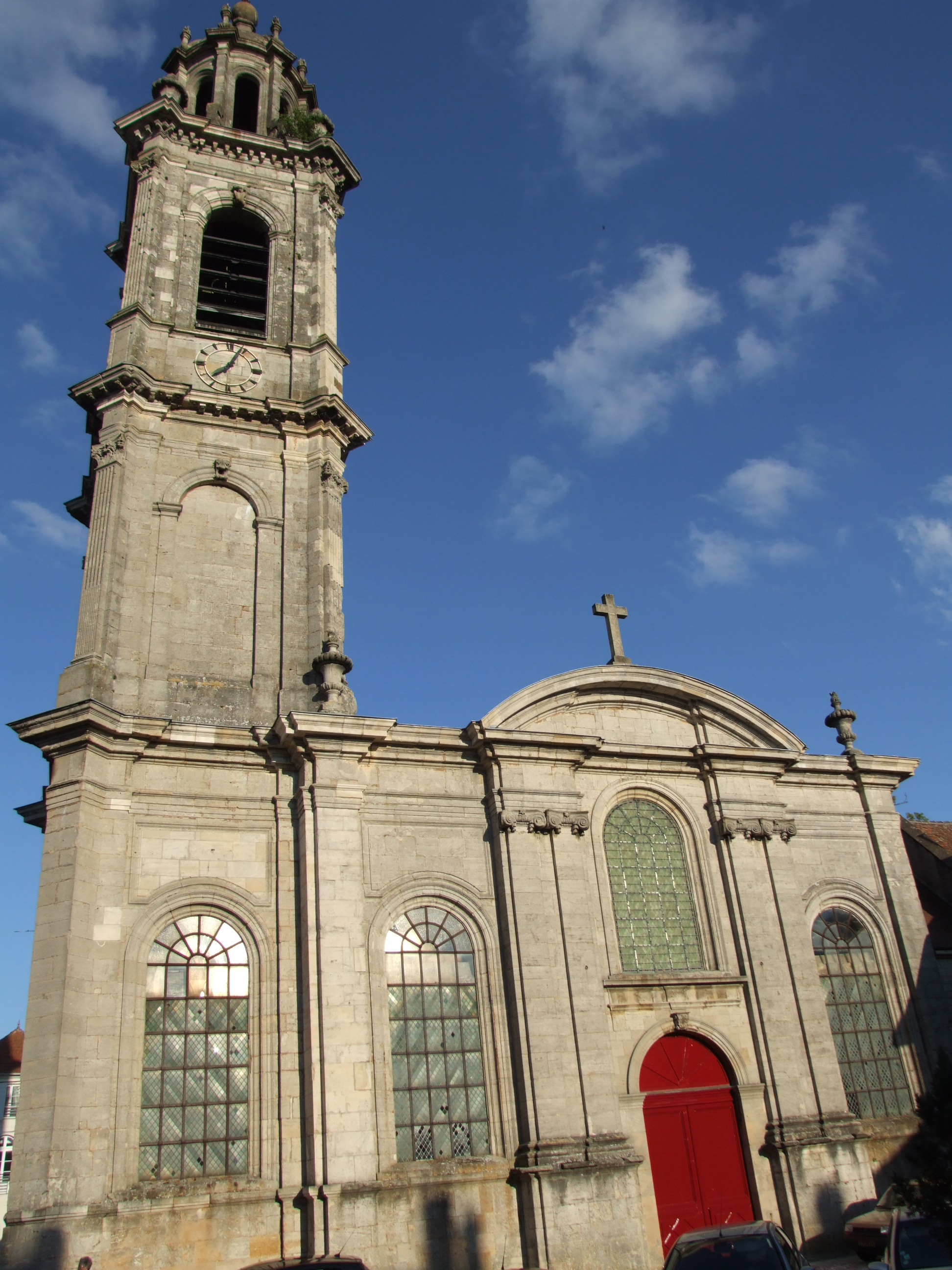
圣马丁教堂（法语：Église Saint-Martin de Langres）
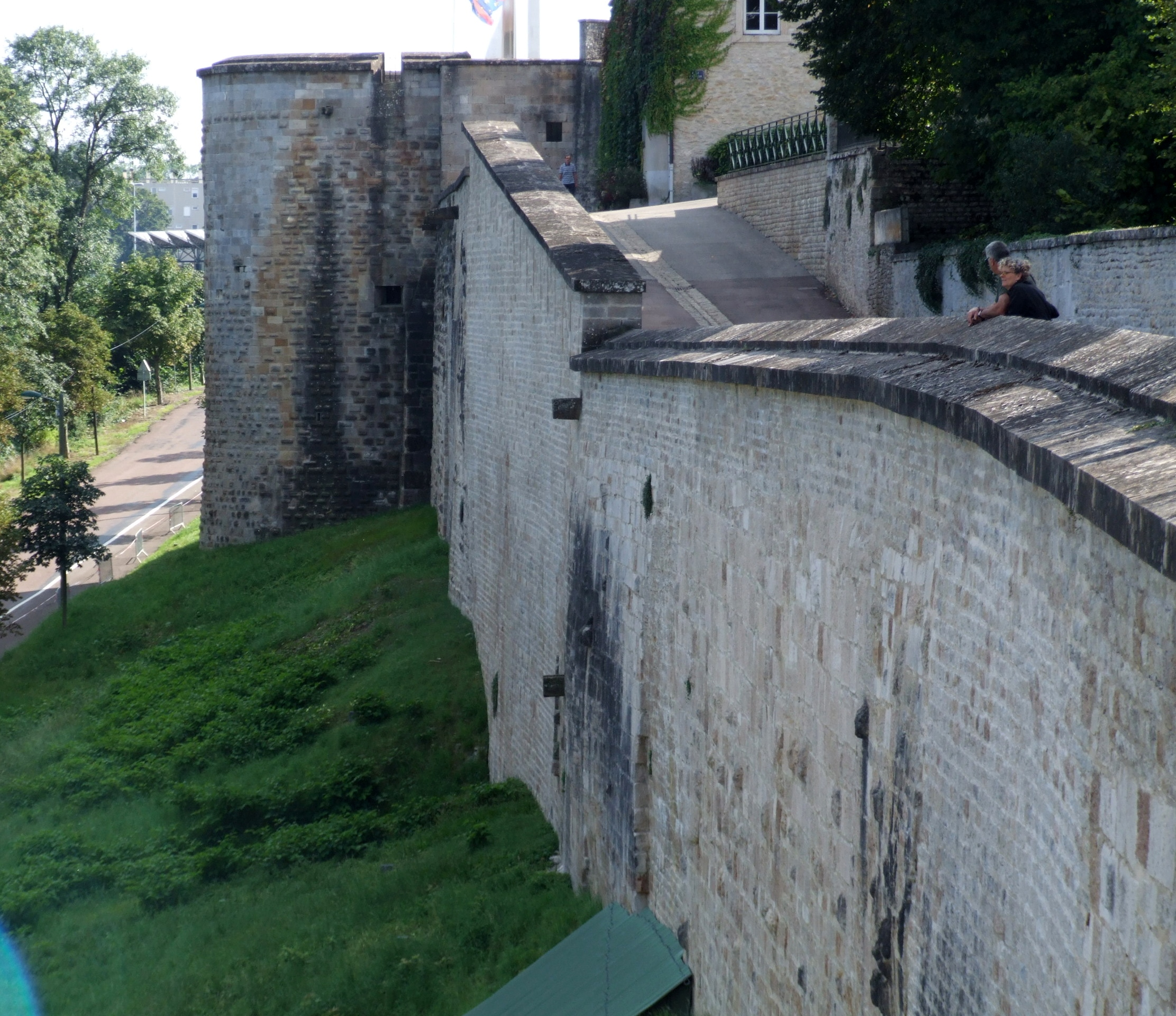
圣费尔热塔
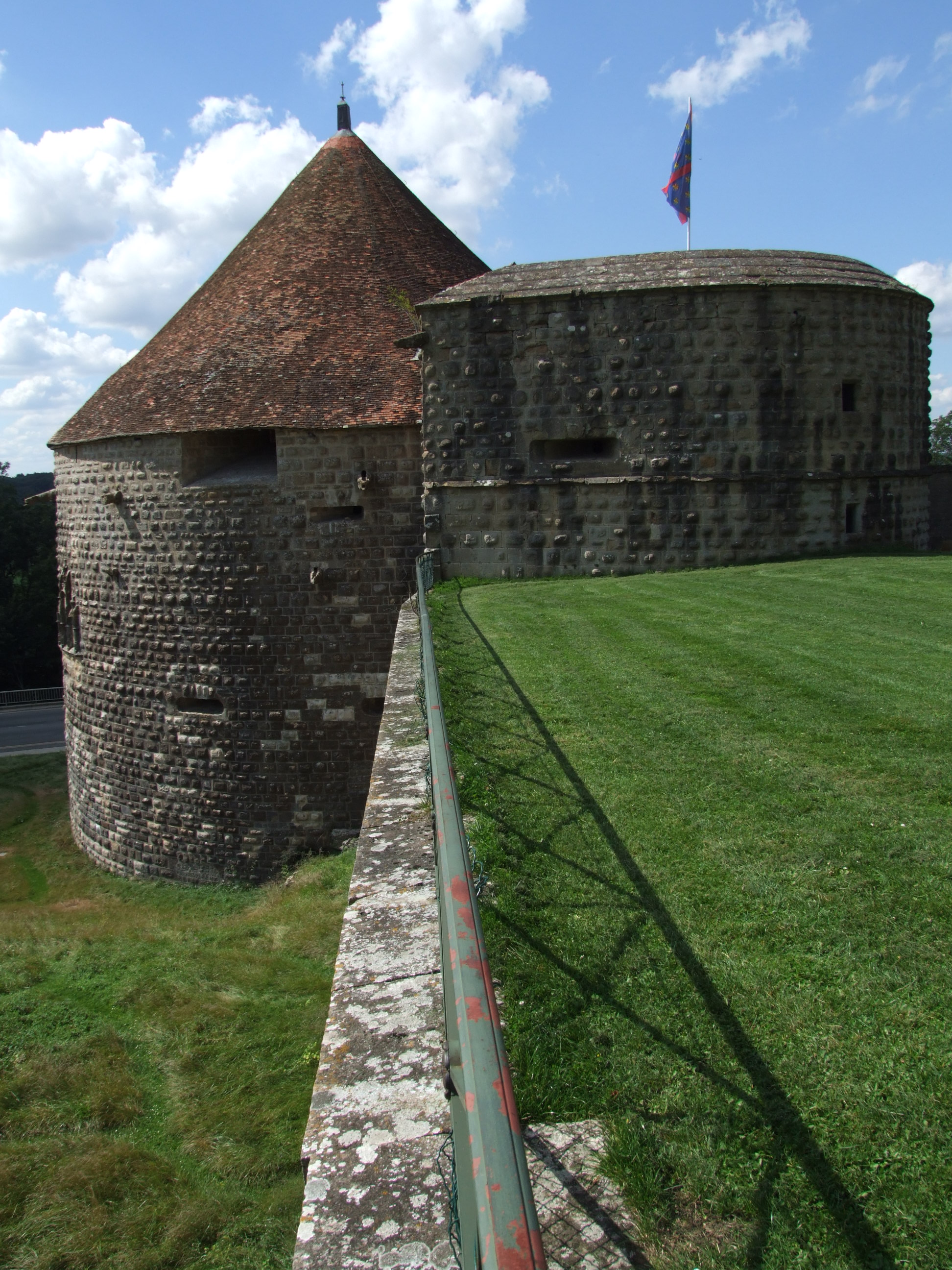
纳瓦拉塔（法语：Tour de Navarre et d'Orval）
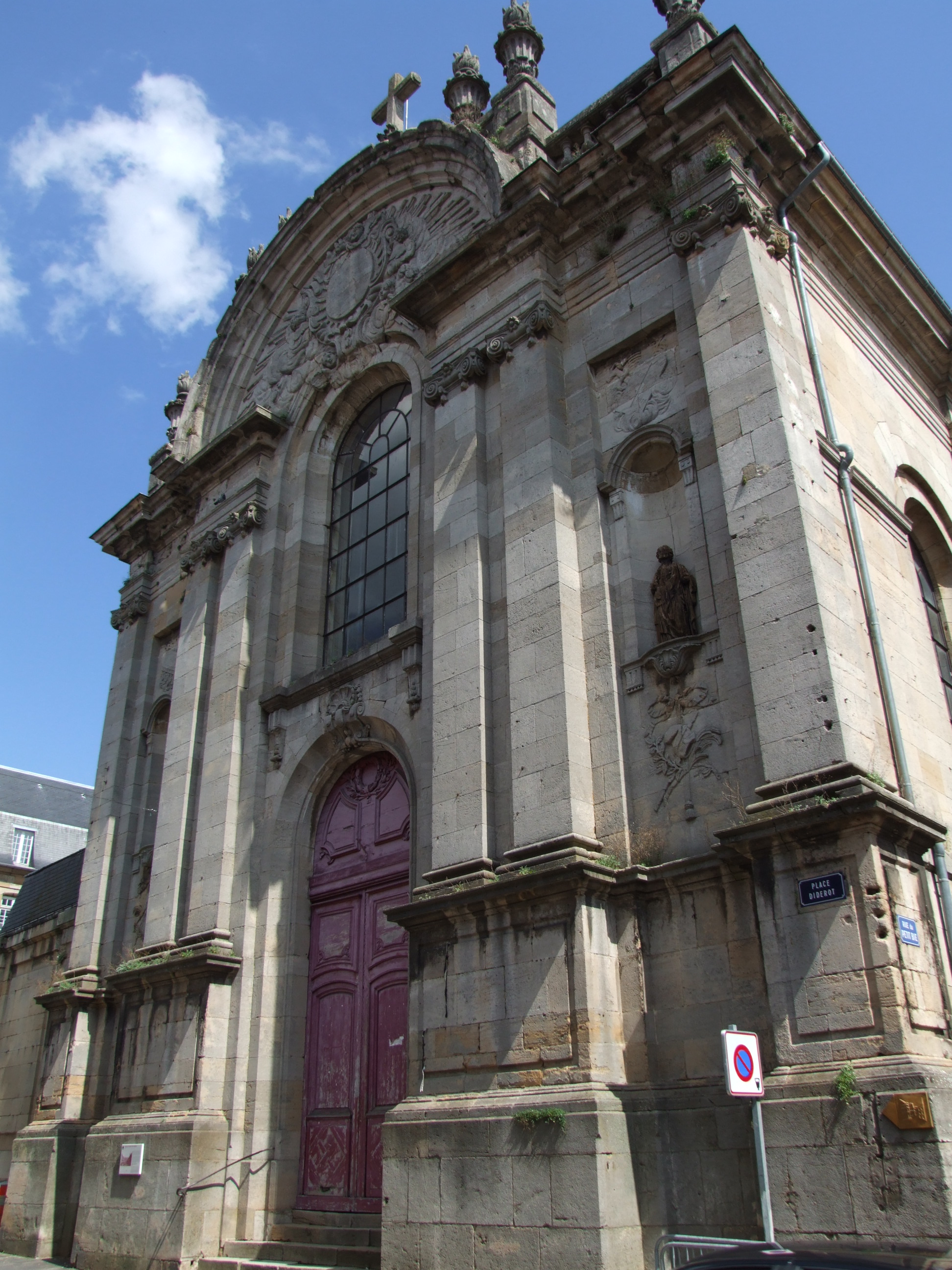
耶稣会
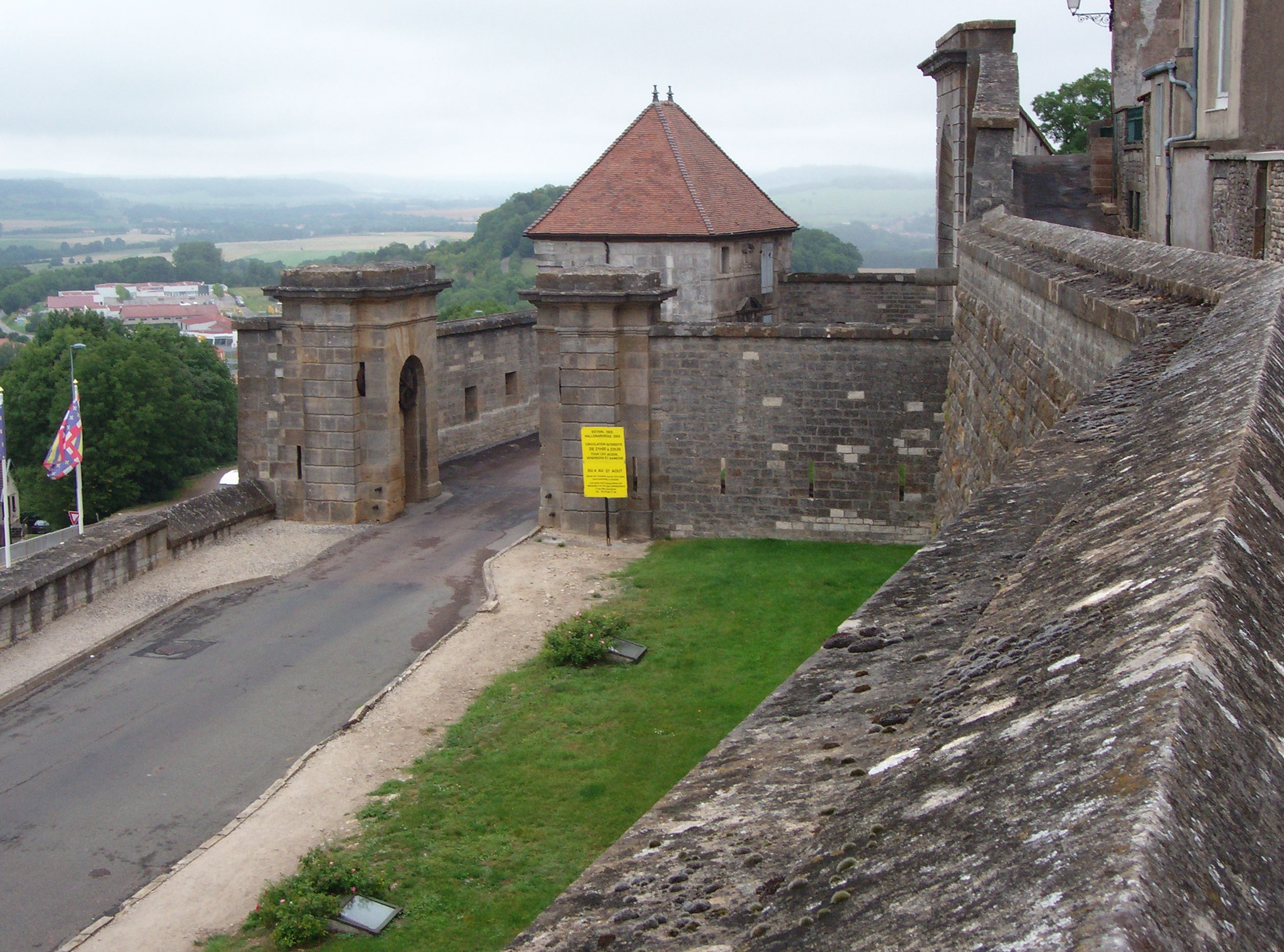
市政厅大门
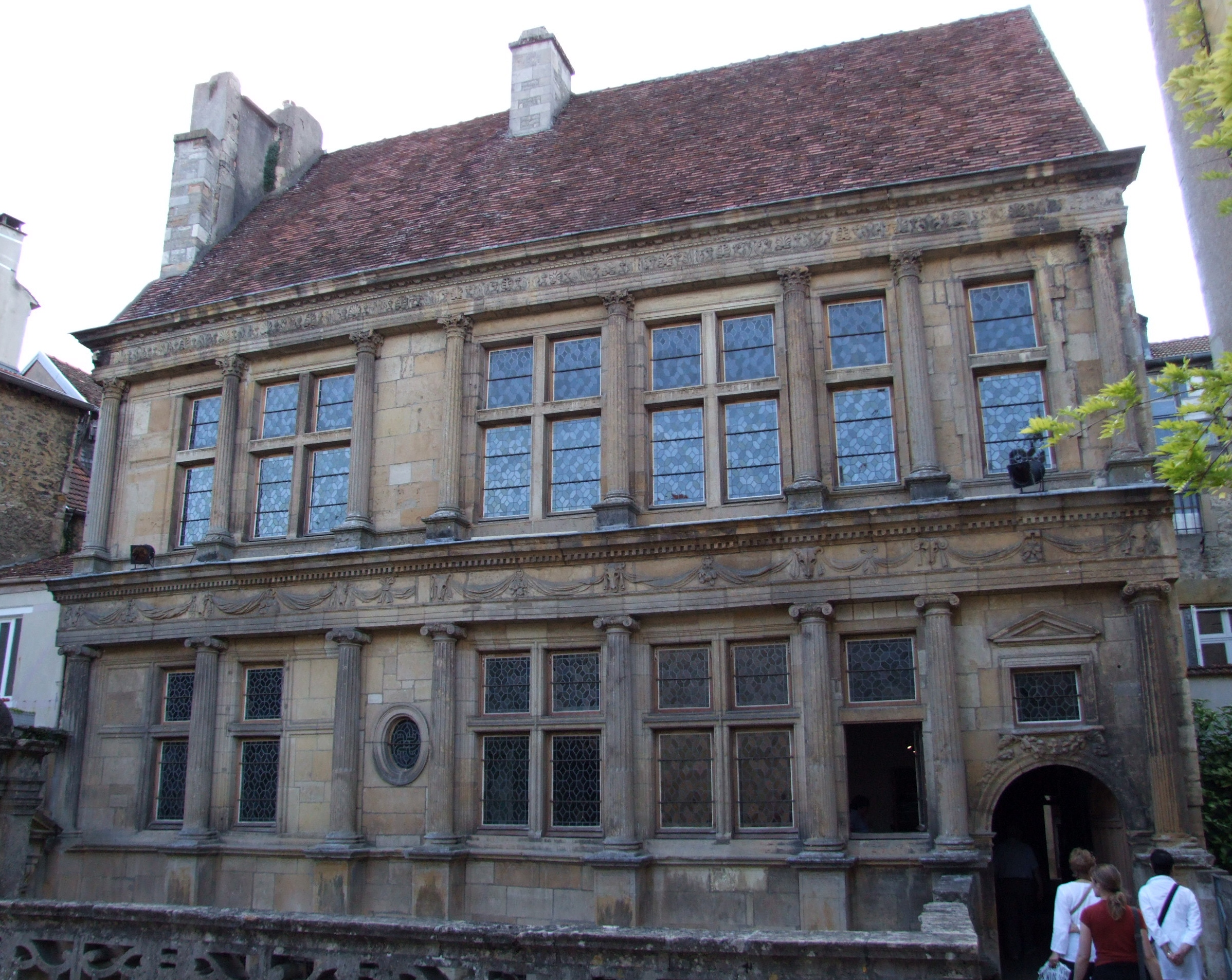
民居

### 旅游
朗格勒的旅游事务由其所属的大朗格勒市镇公共社区负责。2021年，朗格勒境内共有5家酒店共计178间房间；另有1个露营地，可容纳共66辆露营车。

### 媒体
法国主要的媒体均可在朗格勒接收，法国电视三台下属的大东部大区频道在部分时段播出朗格勒所属区域的地方新闻。

### 奶酪
朗格勒及其附近地区因出产同名奶酪而闻名，后者自1991年起被列入原产地命名控制。

## 相关人物

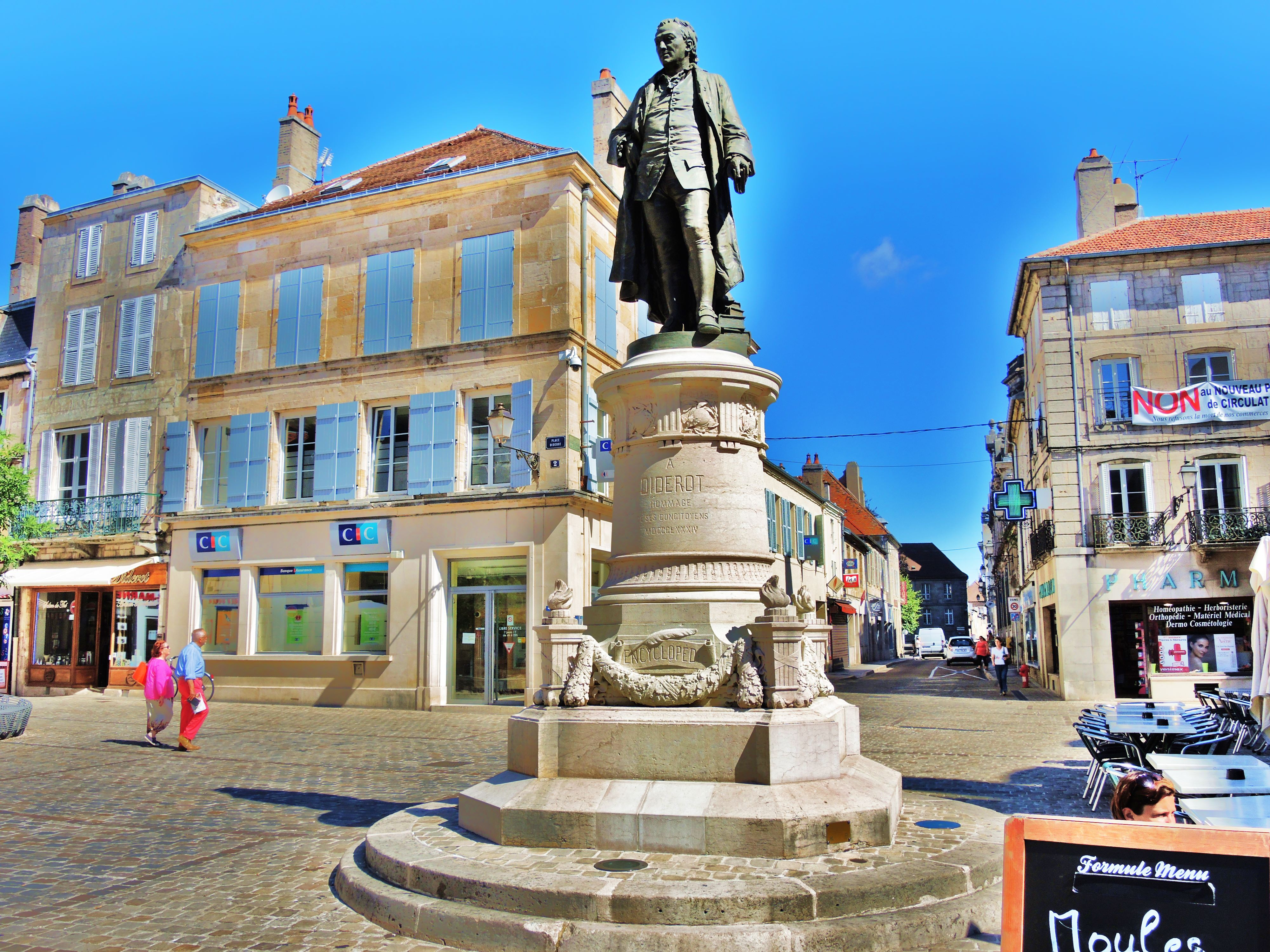
朗格勒市中心的德尼·狄德罗雕像

法国科学家，百科全书编纂者德尼·狄德罗出生于朗格勒，当地多处公共设施以其命名。
除此之外，出生于朗格勒的重要人物还有法国哲学家弗朗索瓦·达戈涅、赛车手居伊·弗雷克兰、作家蒂埃里·班斯坦热尔、足球运动员洛朗·阿古阿齐等。

## 友好城市
截至2022年3月，朗格勒共与三座城市互为友好城市关系：
- 德国 埃尔旺根
- 義大利 阿比亚泰格拉索
- 英格兰 比肯斯菲尔德